# Tympanon (Musik)

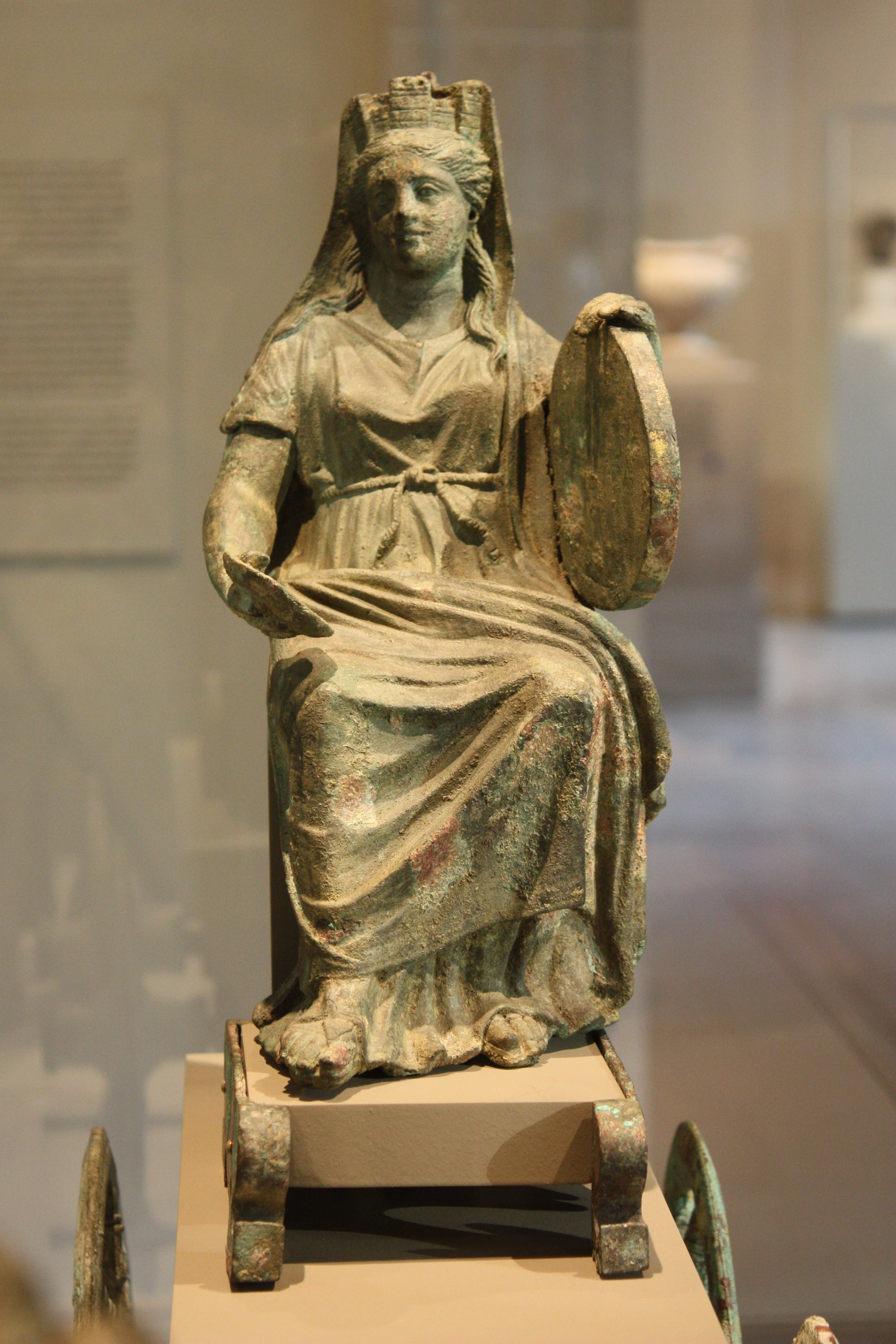
Kybele-Statuette mit Tympanon. Römisch, 2. Jahrhundert

Das Tympanon war im antiken Griechenland und auch im antiken Rom eine kreisrunde, zweifellige Rahmentrommel. Sie wurde mit der rechten Hand getrommelt und meist von Frauen beim Dionysoskult benutzt. In altgriechischen Bibeltexten ist tympanon und in lateinischen Texten tympanum die Übersetzung der in der hebräischen Bibel erwähnten Rahmentrommel tof.
Auch im ursprünglich aus Phrygien stammenden, später aber im gesamten römischen Reich verbreiteten Kybele-Kult spielte das Tympanon eine bedeutende Rolle. Auf Statuetten und Abbildungen wird entweder die Göttin selbst oder aber ihr Gefolge mit diesem Instrument gezeigt. Es ist hauptsächlich an kleinen Figuren überliefert, die in typischer Spielposition dargestellt sind.
Verwandt mit dem Tympanon ist das nur einseitig bespannte Tamburin.